# Pandanus bipyramidatus
Pandanus bipyramidatus är en enhjärtbladig växtart som beskrevs av Ugolino Martelli. Pandanus bipyramidatus ingår i släktet Pandanus och familjen Pandanaceae.
Artens utbredningsområde är Madagaskar. Inga underarter finns listade.